# Spilogona dasyoomma
Spilogona dasyoomma este o specie de muște din genul Spilogona, familia Muscidae, descrisă de Xue și Tong în anul 2003. Conform Catalogue of Life specia Spilogona dasyoomma nu are subspecii cunoscute.